# Cratere Wells
Wells  è un cratere sulla superficie di Marte.